# Custódio Joaquim de Almeida
Osuanlele Okizi Erupê, que no Brasil adotou o nome Custódio Joaquim de Almeida, Príncipe de Ajudá (Golfo da Guiné, 1832 - Porto Alegre, 28 de maio de 1935), segundo diversas publicações no Rio Grande do Sul que são objeto de estudos, foi um dirigente tribal africano, exilado no Brasil, onde se tornou famoso como curandeiro e líder religioso. Atualmente, o economista Marcus Vinícius, seu bisneto, é o atual detentor do título de Príncipe de Ajudá.

## Origens
Custódio Joaquim de Almeida haveria chegado em terras brasileiras em torno de 1864, oriundo de alguma região da África Ocidental. Passou por países da Europa e pode ter vivido em Buenos Aires ou Montevidéu, visto a ligação de ambas as cidades com os ingleses. A saída de sua terra natal deu-se por questões de disputas locais, e pela conquista inglesa das terras da região. Em troca de seu exílio, lhe foi fornecido um pagamento mensal por parte do governo inglês. Ainda Conforme o autor, em solo gaúcho Custódio morou primeiro na cidade de Rio Grande, mudando posteriormente para a cidade de Bagé. Na localidade fundou centros de religião de matriz africana, tornando-se famoso pelo tratamento dos mais diversos problemas de saúde a partir de ervas. Na cidade, conheceu Júlio de Castilhos, que passou a tratar de uma enfermidade. A pedido do mesmo mudou-se para a capital, passando a residir em um casarão da rua Lopo Gonçalves.
Em um galpão nos fundos de sua residência, Custódio possuía guardado um landô, que mais tarde serviu como garagem para o automóvel que ele adquirira. Além disso, possuía uma segunda casa no litoral gaúcho, localizada no município de Cidreira. Nessa cidade passava parte do veraneio e levava seus cavalos para treinar junto ao mar. Esses fatos demonstram o poder aquisitivo de Custódio, equiparando a sua condição financeira com a da elite local. Na localidade a família do príncipe de Ajudá aos poucos foi crescendo e não demorou a atingir o número de 26 pessoas, sem contar os empregados em boa quantidade.

## Vida em Porto Alegre
Ao mudar para Porto Alegre, Custódio adquiriu uma casa próxima à região da Ilhota, atual Cidade Baixa. Essa informação é comprovada documentalmente, dentre os registros, sua certidão de óbito. O imóvel onde passou a residir localizava-se em uma região que era um dos redutos de resistência e coletividade da população africana e afro-brasileira na cidade desde o período da escravatura. Ali formou-se o Quilombo da Mocambo, um dos onze quilombos urbanos de Porto Alegre. Conforme Costa Silva eram realizados em sua residência, principalmente durante as comemorações de seus aniversários, grandiosos banquetes, com festejos que poderiam durar até três dias. Nessas celebrações havia o consumo de requintadas comidas e de licores e vinhos importados, fazendo-se presentes pessoas de diferentes segmentos sociais, com destaque à presença de políticos locais, entre eles o então governador do estado Borges de Medeiros. Fato que se justificava pelo prestígio que o príncipe possuía entre as camadas populares e que muito interessava aos anseios eleitorais dos políticos da época.
No terreno de sua residência Custódio realizava seus atendimentos e as cerimônias do culto aos Orixás, fato comum entre os praticantes dos ritos de origem africana. Devido à perseguição que os praticantes sofriam, tais celebrações ocorriam principalmente nos domicílios dos líderes religiosos, e não em lugares públicos. Assim, a moradia tornava-se um local sagrado, destinado não apenas à habitação do babalorixá, mas sim como lugar de guarda e perpetuação do axé, fato comum até os dias atuais. Todos os elementos e construções do terreno onde ocorrem as cerimônias públicas e privadas são partes da sacralização do espaço, com destaque para o recinto onde há a guarda do orixá, o chamado “sento” ou assentamento, espaço onde se considera que o orixá está vivo e que interfere na organização do resto do terreno.

## Pai Custódio e o desenvolvimento do batuque em Porto Alegre
Durante o período da escravatura no Brasil, foram trazidos africanos de distintos povos e culturas, cuja herança cultural passou pelo processo de sincretismo, principalmente no âmbito religiosos. Nesse processo os elementos religiosos originados na África foram mesclados com elementos da religiosidade católica, indígena e posteriormente do espiritismo kardecista, surgindo, assim, no solo brasileiro, uma religiosidade de matriz africana própria. Assim, as religiões de origem africana ou afro-brasileiras são resultantes de um contínuo processo que abrange tanto a conservação de elementos quanto a transformação da memória coletiva africana no Brasil. Essa dinâmica está marcada pelo contexto da realidade escravocrata, no qual os povos escravizados trouxeram junto à perda de suas liberdades, elementos próprios de sua cultura, que em solo brasileiro foram resinificados e rearticulados de acordo com a nova realidade. No Rio Grande do Sul desenvolveu-se o que ficou conhecido como Batuque ou Nação, expressão religiosa que mais se aproxima dos elementos da religiosidade puramente africana, centrando suas celebrações apenas no culto dos orixás. Os estudos e informativos da imprensa evidenciam que as primeiras casas de religião surgiram nas regiões de Rio Grande e Pelotas. Em Porto Alegre os periódicos fazem as primeiras notícias sobre o Batuque a partir da segunda metade do século XIX, Conforme Oro, seu surgimento na capital gaucha ocorreu com a migração de escravos e libertos oriundos do sul do estado. O termo batuque era dado às danças acompanhadas pela batida de tambores, realizado pelos escravizados e pelos libertos.
O culto do batuque é centrado na celebração dos doze orixás, sendo eles: Bará, Ogum, Iansã (ou Oiá), Xangô, Oba, Odé/ Otim, Ossanha, Xapanã, Oxum, Iemanjá e Oxalá. A cada um deles são atribuídas características específicas, havendo uma correlação com elementos da natureza, símbolos, comidas e animais a serem ofertados através de sacrifícios específicos a cada Orixá. No Batuque há uma divisão em “lados” ou “nações”, estas relacionadas a antigas regiões ou reinos africanos. São historicamente divididas em Oyó, considerada como a mais antiga do estado, mas que na contemporaneidade possuis poucos representantes; Jeje, que tem na figura de  Custódio seu maior desenvolvedor; Ijexá, Cabinda e Nagô, com predomínio atualmente do grupo Jeje-Ijexá.
O período da pós abolição foi o contexto em que Custódio ganhou notoriedade devido a sua liderança frente à religiosidade de matriz africana.Os trabalhos religiosos realizados por ele eram requisitados por pessoas de todos os setores sociais, possuindo reconhecimento entre a elite, mas, ao mesmo tempo, estava disponível para ajudar os necessitados, principalmente entre a população de origem africana. O que aponta que Custódio enquanto sacerdote era o guardião dos saberes e das tradições dos cultos africanos, tendo sua palavra respeitada por todos que o procuravam independentemente da camada social a que pertenciam. Sendo referido por muitos como “Pai Custódio”, prestava por vezes alguma forma de auxílio financeiro e acolhimento para os africanos e afrodescendentes que viviam na penúria ou que passavam por alguma dificuldade. Através da liderança religiosa do Príncipe Custódio essas pessoas encontraram os meios para consolidarem sua identidade sociocultural, perpetuando a cultura e religiosidade afro gaúcha. Além disso, a casa de religião era o principal local em que essas pessoas encontravam os meios para solucionarem os mais diversos problemas que possuíam, e a ligação com o príncipe poderia ser a forma de obterem o auxílio necessário frente aos infortúnios que sofriam.
Seu maior prestígio deve-se aos trabalhos feitos enquanto sacerdote do batuque, sendo sua figura associada a diferentes assentamentos em locais distintos da cidade. O assentamento de maior destaque seria o famoso sento do Bará do Mercado, entretanto este fato é discutível, visto que a construção do Mercado Municipal ocorreu muitos anos antes da vinda de Custódio para o Brasil, ainda na escravatura, e o assentamento do Bará teria sido feito pelos próprios escravizados que construíram o Mercado Público. Além do Bará do mercado, Príncipe Custódio teria feito mais seis assentamentos em diferentes lugares de Porto Alegre, o que totalizariam sete, o número deste orixá. Entre eles, teria um assentamento no Palácio Piratini, sede do governo gaúcho, para a proteção de Borges de Medeiros, com o qual o príncipe Custódio mantinha boas relações. Entretanto não há consenso entre os batuqueiros sobre a localização destes assentamentos. Há suposições de que se conheça apenas quatro deles. Os assentamentos devem ser protegidos pelo segredo, por isso não foram até hoje todos revelados. Um dos assentamentos pode estar no antigo patíbulo da Rua Praia (atual Rua dos Andradas), onde hoje está o prédio do Terceiro Exército. Outro também estaria perto à Igreja Nossa Senhora das Dores, que fica próxima ao antigo patíbulo.

## Príncipe Custódio ao Longo do Tempo
Custódio adentrou no contexto social porto-alegrense em um cenário pós abolição, pelo fato de não ter sido escravizado, quando migrou para o Brasil chegou na condição de homem livre. No período que muda-se para Porto Alegre a escravidão já havia sido abolida, e diante de suas condições financeiras, obteve certo destaque no seio social da cidade, passando a se relacionar com membros da elite política e econômica local. Além de ter sido praticante de corridas de cavalo, onde ficou conhecido por ser exímio treinador e possuidor de belos animais. Porém Custódio obteve respeito e reconhecimento devido ao seu trabalho religioso, mas também pela sua habilidade enquanto comerciante, conforme Silva ele teria tido uma banca no mercado municipal da cidade, além de possuir e treinar cavalos de corrida. Era constantemente procurado por membros da elite local para a realização de trabalhos religiosos, de modo que foi graças ao seu desempenho enquanto líder religioso que Custódio alicerçou sua notoriedade em Porto Alegre, perpetuando sua imagem aos longos dos anos na cidade.

Relato de seu filho, Dionisio Joaquim Almeida, de uma Cura de uma menina na cidade de Bagé:

(...) era feita para agradar os Orixás e ajudar aos homens. Papai foi muito presenteado por realizar verdadeiros milagres para muitos políticos e para muitas pessoas ricas e importantes do Rio Grande do Sul. Lembro-me duma feita, um homem da cidade de Bage veio a Porto Alegre pedir ajuda ao papai. Sua filha menor tinha um mal de bruxaria, uma praga de madrinha. A garota, Maria dos Anjos, havia ficado completamente intrevada. Já faziam vinte e oito dias que a garota estava imóvel, sem falar e sem ouvir. O Sr. Manuel da Silva Só,  homem difícil de tratar e rico por berço, pediu ajuda de joelhos para papai. Quem o levou foi o Dr. Protásio Alves e o Dr. Croá disseram que clinicamente nada mais poderia ser feito pela menininha.  Papai olhou para o homem, e lhe disse que não precisava pedir-lhe nada de joelhos, pois o que tinha que fazer faria pela menina, e que o Sr/ Manuel o que tinha que pagar por suas maldades passadas, ele já havia pago. Nisso, o Sr. Manuel levantou-se e perguntou a papai quanto iria custar o tratamento. Custódio ficou furioso, e virou-se para ele e disse-lhe que ele não era um médico, mas que seus Orixás sabiam muito bem o que fazer. Papai me levou junto para aprender como se curava. Quando entramos no quarto da garotinha, ela fedia como merda. Osuanieie ficou parado ao lado da garota com um copo d'água, uma pequena faca de prata e flores silvestres, que ele havia colhido no caminho de Porto Alegre até Bagé. Mandou preparar uma bacia grande com água fria. Coiocou na água só as pétalas das flores, guiné, arruda e suco de banana silvestre. Agarrou a garotinha e atirou na bacia. A garota, nunca mais esqueci, deu um grito horrível, horrível, e ruminava como animal enlouquecido. Custódio amarrou suas mãos e tapou sua boca com um pano preto. O Sr. Manuel buscou um facão e queria matar papai. Custódio o olhou e lhe disse que foi ele que foi buscá-lo para salvar a sua filha, então, que se retirasse, que fosse ordenhar as vacas, pois a menina iria precisar tomar banho com muito leite fresco. Osuanieie e eu ficamos em Bagé durante sete dias. A Maria dos Anjos, ficou curada. O Sr. Manuel, vinha a Porto Alegre todos os anos com a filha para participar das festas religiosas do Oba Osuanieie (...)"